# Byun Baek-hyun

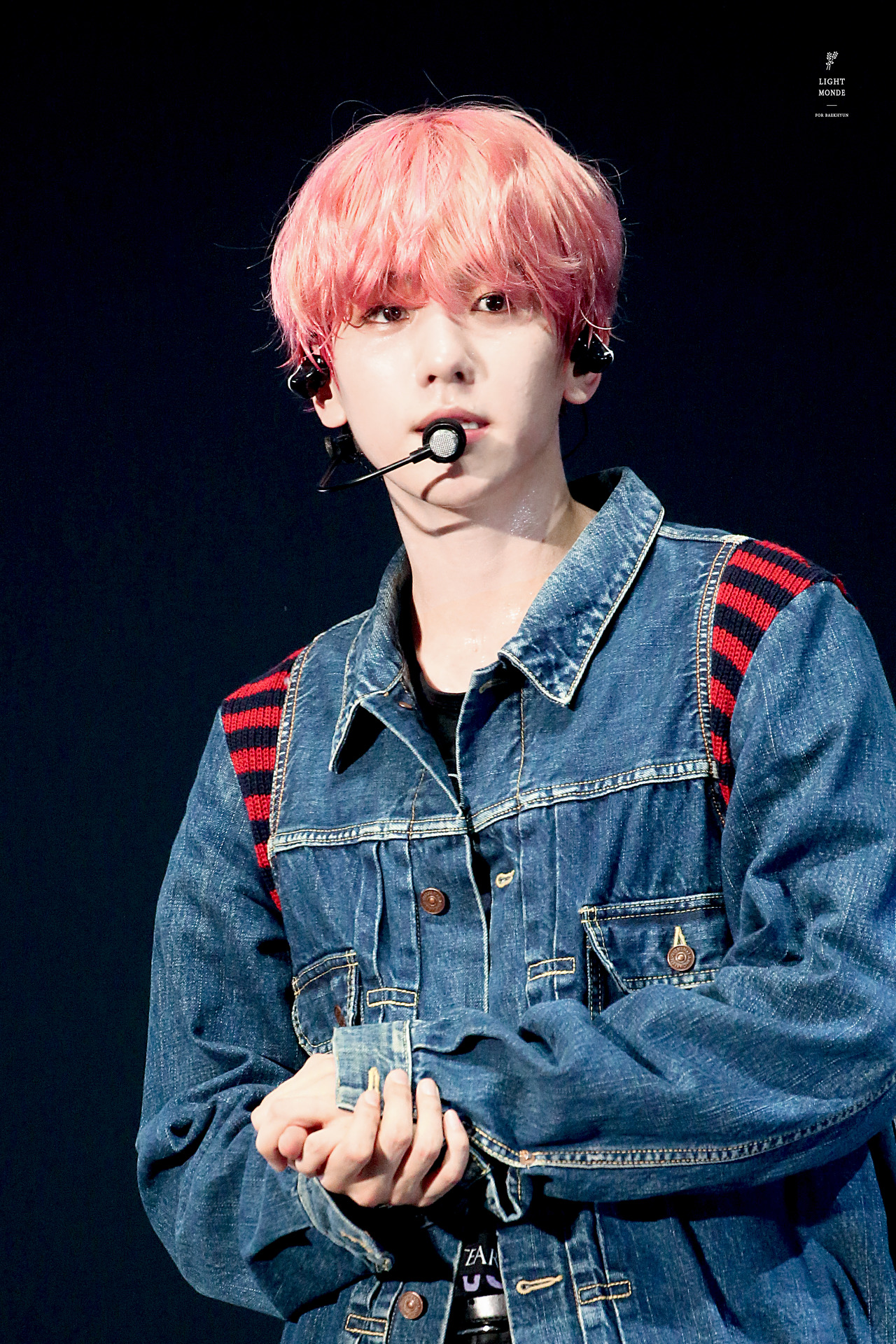
Byun Baek-hyun

Byun Baekhyun (koreanisch: 변백현; * 6. Mai 1992 in Bucheon, Südkorea), besser bekannt unter dem Mononym Baekhyun, ist ein koreanischer Sänger und Schauspieler. Er ist Mitglied der koreanisch-chinesischen Boygroup EXO, der Subgruppen EXO-K und EXO-CBX und der Supergruppe SuperM. Er debütierte als Solist im Juli 2019 mit der Veröffentlichung seiner Debüt-EP City Lights.

## Leben
Byun Baekhyun wurde in Bucheon in der Provinz Gyeonggi-do in Südkorea geboren. Er hat einen sieben Jahre älteren Bruder namens Byun Baekbeom. Mit dem Alter von 11 Jahren begann er eine Ausbildung zum Sänger, der maßgeblich vom Sänger Rain beeinflusst wurde. Er besuchte die Jungwon Highschool, wo er als Frontmann der Band Honsusangtae aktiv war und auf mehreren lokalen Musikfestivals auftreten durfte. Er erhielt Klavierunterricht von Kim Hyun-woo, Mitglied der südkoreanischen Rockband DickPunks. Neben seinen musikalischen Aktivitäten war Byun Baekhyun in seiner Jugend ein ausgebildeter Kampfkünstler, der einen schwarzen Gürtel in Hapkido hatte.
Sein gesangliches Talent wurde von einem Agent des S.M. Entertainment entdeckt. Währenddessen studierte er für die Aufnahmeprüfungen an der Seoul Institute of the Arts. Im Jahr 2011 wurde er nach einem Casting bei S.M. Entertainment angenommen. Zusammen mit den anderen EXO-Mitgliedern Chanyeol und Suho besuchte Byun Baekhyun die Kyung Hee Cyber-Universität und nahm an Online-Kursen für Culture and Arts Department of Business Administration teil.

## Karriere

### 2012–2015: Debüt und Karrierestart
Byun Baekhyun wurde am 30. Januar 2012 offiziell das neunte Mitglied der Band EXO. Ihr Debüt gaben sie am 8. April 2012.
Im Februar 2014 traten Byun Baekhyun und Suho regelmäßig als Gastgeber bei Inkigayo auf, der vom Rundfunkveranstalter Seoul Broadcasting System übertragen wird. Im Juli 2014 gab er sein Musiktheater-Debüt in der Hauptrolle des Don Lockwood bei der Entertainment-Agentur S.M. Culture & Contents in dem Musical Du sollst mein Glücksstern sein.
Im April 2015 veröffentlichte Byun Baekhyun sein erstes Soloalbum mit dem Titel „Beautiful“ als Soundtrack für das EXO Web-Drama Exo Next Door. Dieser Song wurde zur ersten Soundtrack-Single, der vom Web-Drama zu den Top-Digital-Charts aufstieg. Im Mai 2015 wurde angekündigt, dass Baekhyun die Hauptrolle im Actionfilm Dokgo zusammen mit Schauspieler Yeo Jin-goo spielen sollte. Jedoch wurde angekündigt, dass im Januar 2016 die Filmproduktion abgebrochen werden soll. Im Dezember 2015 würdigte Baekhyun den Sänger Kim Hyun-sik bei der Aufführung seines Liedes Like Rain Like Music beim Rundfunkveranstalter SBS während des Jahresend-Musikprogramms SBS Gayo Daejeon. Die Studioaufnahme seiner Interpretation wurde später digital veröffentlicht.

### 2016–2018: Schauspielrolle und EXO-CBX
Im Januar 2016 veröffentlichten Baekhyun und Bae Suzy ein Duett mit dem Titel Dream. Der Song erreichte schnell die Spitze der Online-Echtzeit-Musikcharts und debütierte später auf Platz eins der Gaon Digital Charts. Dream gewann insgesamt fünf Mal den ersten Platz der Musikfernsehprogramme Music Bank und Inkigayo. Im April 2016 erhielt Baekhyun den YinYueTai V-Chart-Preis als den beliebtesten Sänger Südkoreas. Im Mai 2016 veröffentlichten Baekhyun und K.Will eine Volksballade mit dem Titel „The Day“ als Teil des Projekts SM Station.
Im August 2016 führte er ein kleines Leinwanddebüt in der TV-Drama-Serie Moon Lovers - Scarlet Heart Ryeo auf; eine südkoreanische Adaption des chinesischen Romans Bu Bu Jing Xin. Er spielt darin die tragende Rolle von Prinz Wang Eun neben Lee Joon-ki, Kang Ha-neul, IU und Seohyun. Außerdem arbeitete er auch mit den EXO-Mitgliedern Chen und Xiumin, mit denen er zusammen ein Soundtrack für die Serie namens For You kreierte.
Im Oktober 2016 gab S.M. Entertainment bekannt, dass Baekhyun zusammen mit Chen und Xiumin die Subgruppe EXO-CBX gründen wird. Als erstes Lied brachten sie For You beim Busan One Asia Festival heraus. Das Extended Play Hey Mama! wurde am 31. Oktober 2016 veröffentlicht. Im November 2016 nahm Baekhyun an dem von SM Entertainment veranstalteten League-of-Legends-Turnier „2016 S.M. Super Celeb League“ teil, wo er zusammen mit Kim Hee-chul, der ebenfalls bei SM Entertainment unter Vertrag ist, und mit professionellen Spielern und Fans aus Südkorea und China spielt.
Im Februar 2017 veröffentlichten Baekhyun und Sistar-Mitglied Soyou das Duett Rain. Der Song erreichte Platz eins auf allen südkoreanischen Online-Musikcharts, eine Errungenschaft, der im Englischen unter dem Namen all-kill bekannt ist und somit der erste Künstler aus SM Entertainment ist, der in den Jahren 2016 und 2017 mit Dream und Rain jeweils einen all-kill erzielte. Im April 2017 veröffentlichte Baekhyun die Single Take You Home für die zweite Staffel des digitalen Musikprojekts SM Station. Der Song erreichte Platz 12 der Gaon Digital Charts.
Im Februar 2018 sang Baekhyun die südkoreanische Nationalhymne bei der Eröffnungsfeier der 132. Sitzung des Internationalen Olympischen Komitees (IOC) vor Moon Jae-in, dem Präsidenten von Südkorea, und Lee Hee-beom, dem Präsidenten des Organisationskomitees für die Olympischen Winterspiele 2018. Im August 2018 veröffentlichte Baekhyun in Zusammenarbeit mit dem südkoreanischen Rapper Loco den Track Young für das digitale Musikprojekt SM Station. Das Lied auf Platz 4 der Billboard World Digital Song Sales Charts ein.

### 2019–heute: Solo-Debüt und SuperM
Am 10. Juni 2019 wurde angekündigt, dass Baekhyun im darauffolgenden Monat als Soloartist debütieren wird und somit das dritte EXO-Mitglied ist, das als Solosänger auftreten wird. Später wurde bekanntgegeben, dass Baekhyun mit dem Mini-Album City Lights debütieren wird. Im Jahr 2019 wurden mehr als 550.000 Exemplare von City Lights verkauft, die höchste Verkaufszahl für einen Solokünstler in der Geschichte der südkoreanischen Gaon Music Chart erreicht. Die EP nahm Platz 1 der wöchentlichen und monatlichen Charts von Gaon und belegte den Platz 6 in der Jahresend-Charts sowie den ersten Platz unter den von Solokünstlern veröffentlichten Alben. Es wurde schließlich das meistverkaufte Soloalbum Südkoreas der 2010er Jahre.
Im August 2019 wurde Baekhyun als Mitglied von SuperM bestätigt, einer „K-Pop-Supergruppe“, die von SM Entertainment in Zusammenarbeit mit Capitol Records gegründet wurde. Die Werbeaktionen der Gruppe sollen im Oktober beginnen und richten sich an den amerikanischen Markt. SuperM debütierte am 4. Oktober 2019 mit dem eponymen Debüt-EP der Gruppe.
Am 4. Dezember 2019 wurde Baekhyun bei den Mnet Asian Music Awards 2019 nach dem Erfolg seines Debüts-EP City Lights (2019) und seiner Lead-Single UN Village als Best Male Artist ausgezeichnet.
Am 7. Januar 2020 veröffentlichte Baekhyun die Soundtrack-Single My Love für die Dramaserie Dr. Romantic 2. Im Februar 2020 veröffentlichte Baekhyun eine weitere Soundtrack-Single namens On the Road für die Dramaserie Hyena.
Am 22. April 2020 wurde bekannt gegeben, dass Baekhyun sein zweites Soloalbums Delight Ende Mai rausbringen wird. Vor der Albumveröffentlichung arbeitete Baekhyun mit Bolbbalgan4 zusammen und brachte am 7. Mai die Single Leo raus. Das Lied nahm Platz 2 der Gaon Digital Charts ein. Am 25. Mai veröffentlichte Baekhyun Delight mit der Lead-Single Candy. Die EP erhielt über 732.000 Vorbestellungen und war damit das am meisten vorbestellte Album eines Solisten in der südkoreanischen Geschichte. Am 1. Juli 2020 wurde bekannt gegeben, dass mehr als 1.000.000 Exemplare des Albums verkauft wurden, was Delight zum ersten Soloalbum in Südkorea seit Another Days (2001) von Kim Gun-mo macht.
Am 31. Juli 2020 veröffentlichte Baekhyun über SM Station ein Remake von BoAs Lied Garden in the Air von ihrem Album Girls on Top (2005). Das Cover war die erste Veröffentlichung eines Projekts zum 20-jährigen Jubiläum von BoA.
Am 20. Januar 2021 veröffentlichte Baekhyun seine erste japanische EP BAEKHYUN mit dem Titeltrack Get You Alone.

## Diskografie

### LPs
| Jahr | Titel              | Höchstplatzierung, Gesamtwochen, AuszeichnungChartplatzierungen (Jahr, Titel, Platzierungen, Wochen, Auszeichnungen, Anmerkungen) | Höchstplatzierung, Gesamtwochen, AuszeichnungChartplatzierungen (Jahr, Titel, Platzierungen, Wochen, Auszeichnungen, Anmerkungen) | Höchstplatzierung, Gesamtwochen, AuszeichnungChartplatzierungen (Jahr, Titel, Platzierungen, Wochen, Auszeichnungen, Anmerkungen) | Anmerkungen                                                   |
| Jahr | Titel              | KR | JP | US | Anmerkungen                                                   |
| ---- | ------------------ | --- | --- | --- | ------------------------------------------------------------- |
| 2019 | City Lights        | KR1 ×2Doppelplatin · (39 Wo.)KR                                                                                                   | — | — | Erstveröffentlichung: 10. Juli 2019 Verkäufe: + 500.000       |
| 2020 | Delight            | KR1 Diamant · (46 Wo.)KR | — | — | Erstveröffentlichung: 25. Mai 2020 Verkäufe: + 1.000.000      |
| 2021 | Baekhyun           | — | JP2 Gold · (8 Wo.)JP | — | Erstveröffentlichung: 20. Januar 2021 Verkäufe: + 100.000     |
| 2021 | Bambi              | KR1 Diamant · (19 Wo.)KR | — | — | Erstveröffentlichung: 30. März 2021 Verkäufe: + 1.000.000     |
| 2024 | Hello, World       | KR1 Diamant · (10 Wo.)KR | — | — | Erstveröffentlichung: 6. September 2024 Verkäufe: + 1.000.000 |
| 2025 | Essence of Reverie | KR— ×2DoppelplatinKR | — | US121 (1 Wo.)US | Erstveröffentlichung: 19. Mai 2025 Verkäufe: + 500.000        |

### EPs
| Jahr | Titel | Höchstplatzierung, Gesamtwochen, AuszeichnungChartsChartplatzierungen (Jahr, Titel, Platzierungen, Wochen, Auszeichnungen, Anmerkungen) | Anmerkungen                                  |
| Jahr | Titel | KR | Anmerkungen                                  |
| ---- | ----- | --- | -------------------------------------------- |
| 2016 | Dream | KR1 (5 Wo.)KR | Erstveröffentlichung: 10. Juli 2016 mit Suzy |

### Singles
| Jahr | Titel Album                                    | Höchstplatzierung, Gesamtwochen, AuszeichnungChartsChartplatzierungen (Jahr, Titel, Album, Platzierungen, Wochen, Auszeichnungen, Anmerkungen) | Anmerkungen                                       |
| Jahr | Titel Album                                    | KR | Anmerkungen                                       |
| ---- | ---------------------------------------------- | --- | ------------------------------------------------- |
| 2016 | Dream                                          | KR1 (23 Wo.)KR | Erstveröffentlichung: 7. Januar 2016 mit Suzy     |
| 2016 | The Day SM Station Season 1                    | KR8 (4 Wo.)KR | Erstveröffentlichung: 13. Mai 2016 mit K.Will     |
| 2017 | Rain (비가와) –                                | KR2 (13 Wo.)KR | Erstveröffentlichung: 14. Februar 2017 mit Soyou  |
| 2017 | Take You Home (바래다줄게) SM Station Season 2 | KR12 (7 Wo.)KR | Erstveröffentlichung: 14. April 2017              |
| 2018 | Young SM Station X 0                           | KR11 (9 Wo.)KR | Erstveröffentlichung: 31. August 2018 mit Loco    |
| 2019 | UN Village City Lights                         | KR22 (9 Wo.)KR | Erstveröffentlichung: 10. Juli 2019 mit Loco      |
| 2020 | Candy Delight                                  | KR4 (13 Wo.)KR | Erstveröffentlichung: 25. Mai 2020                |
| 2020 | Amusement Park (놀이공원) Bambi                | KR44 (1 Wo.)KR | Erstveröffentlichung: 2020                        |
| 2021 | Get You Alone Baekhyun                         | — | Erstveröffentlichung: 2021                        |
| 2021 | Runner –                                       | KR124 (2 Wo.)KR | Erstveröffentlichung: 2021 mit Changmo und Raiden |
| 2021 | Doll (인형) Rewind: Blossom                    | KR129 (2 Wo.)KR | Erstveröffentlichung: 2021 mit Doyoung            |
| 2021 | Bambi                                          | KR14 (3 Wo.)KR | Erstveröffentlichung: 26. März 2021               |
| 2024 | Pineapple Slice Hello, World                   | KR69 (1 Wo.)KR | Erstveröffentlichung: 30. August 2024             |

## Filmografie

### Fernsehserie
| Jahr | Titel                           | Network       | Rolle    | Notiz      |
| ---- | ------------------------------- | ------------- | -------- | ---------- |
| 2012 | To The Beautiful You            | SBS           |          | Cameo      |
| 2015 | EXO Next Door                   | Naver TV Cast |          | Hauptrolle |
| 2016 | Moon Lovers: Scarlet Heart Ryeo | SBS           | Wang Eun | Nebenrolle |